# Mazerolles (Charente-Maritime)
Mazerolles é uma comuna francesa na região administrativa da Nova Aquitânia, no departamento de Charente-Maritime. Estende-se por uma área de 5,23 km². Em 2010 a comuna tinha 227 habitantes (densidade: 43,4 hab./km²).